# Valcourt (Haute-Marne)
Pour les articles homonymes, voir Valcourt.
Valcourt est une commune française située dans le département de la Haute-Marne, en région Grand Est.
Son code postal est le 52100, il est utilisé par 11 autres communes. Les habitants, au nombre de 608 (recensement de 2022), se nomment Valcourtois et Valcourtoises.

## Géographie
Située au sud-ouest de Saint-Dizier, le village est sur le bord de la Marne (rivière) et du canal de la Marne à la Saône.
|                                  | Saint-Dizier | Saint-Dizier |
| Éclaron-Braucourt-Sainte-Livière | Valcourt     | Saint-Dizier |
|                                  | Humbécourt   | Saint-Dizier |

### Hydrographie
La commune est dans la région hydrographique « la Seine de sa source au confluent de l'Oise (exclu) » au sein du bassin Seine-Normandie. Elle est drainée par la Marne, le canal d'Amenée du Barrage Réservoir Marne, le cours d'eau 01 de Prêle, le Fossé 01 des Baizières et divers autres petits cours d'eau,.
La Marne  prend sa source sur le plateau de Langres, dans la commune de Saints-Geosmes (Haute-Marne) et se jette dans la Seine entre Charenton-le-Pont et Alfortville (Val-de-Marne) dans le quartier de Conflans-l'Archevêque. 
Le canal d'amenée du Barrage-réservoir Marne est un canal, chenal et un cours d'eau naturel non navigable de 19 km reliant Saint-Dizier à Giffaumont-Champaubert où il se jette dans le canal de restitution. 

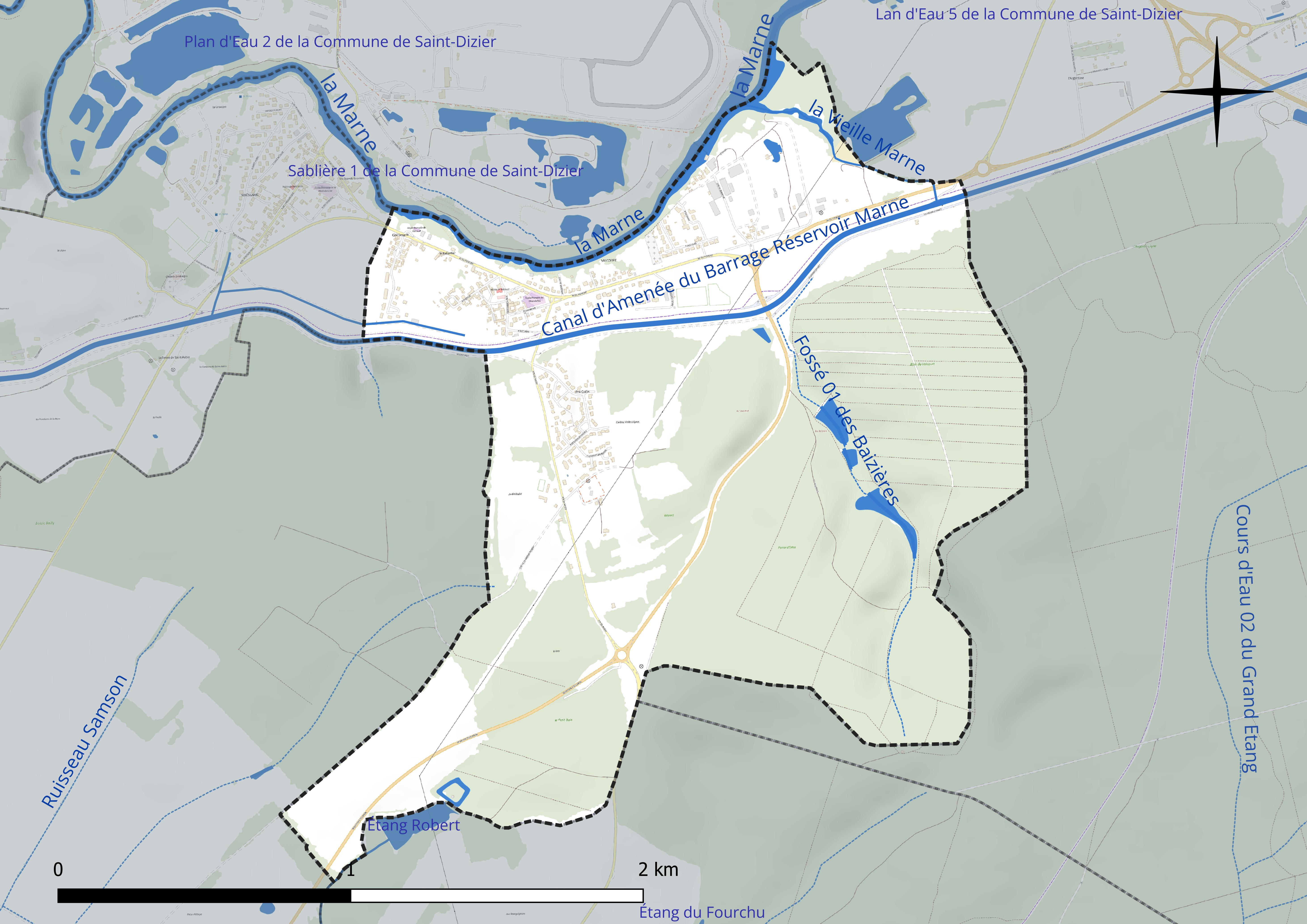
Réseau hydrographique de Valcourt.

Un plan d'eau complète le réseau hydrographique : l'étang Robert, d'une superficie totale de 1,8 ha (0 ha sur la commune),.

### Climat
Pour des articles plus généraux, voir Climat du Grand Est et Climat de la Haute-Marne.
En 2010, le climat de la commune est de type climat des marges montargnardes, selon une étude du Centre national de la recherche scientifique s'appuyant sur une série de données couvrant la période 1971-2000. En 2020, Météo-France publie une typologie des climats de la France métropolitaine dans laquelle la commune est exposée à un climat océanique altéré et est dans la région climatique  Lorraine, plateau de Langres, Morvan, caractérisée par un hiver rude (1,5 °C), des vents modérés et des brouillards fréquents en automne et hiver. 
Pour la période 1971-2000, la température annuelle moyenne est de 10,5 °C, avec une amplitude thermique annuelle de 15,8 °C. Le cumul annuel moyen de précipitations est de 927 mm, avec 13,2 jours de précipitations en janvier et 9,2 jours en juillet. Pour la période 1991-2020, la température moyenne annuelle observée sur la station météorologique de Météo-France la plus proche, « Saint-Dizier », sur la commune de Saint-Dizier à 4 km à vol d'oiseau, est de 11,6 °C et le cumul annuel moyen de précipitations est de 794,5 mm. 
La température maximale relevée sur cette station est de 41,4 °C, atteinte le 25 juillet 2019 ; la température minimale est de −22,5 °C, atteinte le 14 février 1956,,. 
Les paramètres climatiques de la commune ont été estimés pour le milieu du siècle (2041-2070) selon différents scénarios d'émission de gaz à effet de serre à partir des nouvelles projections climatiques de référence DRIAS-2020. Ils sont consultables sur un site dédié publié par Météo-France en novembre 2022.

## Urbanisme

### Typologie
Au 1er janvier 2024, Valcourt est catégorisée bourg rural, selon la nouvelle grille communale de densité à sept niveaux définie par l'Insee en 2022.
Elle appartient à l'unité urbaine de Saint-Dizier, une agglomération inter-départementale regroupant six  communes, dont elle est une commune de la banlieue,,. Par ailleurs la commune fait partie de l'aire d'attraction de Saint-Dizier, dont elle est une commune de la couronne,. Cette aire, qui regroupe 72 communes, est catégorisée dans les aires de 50 000 à moins de 200 000 habitants,.

### Occupation des sols
L'occupation des sols de la commune, telle qu'elle ressort de la base de données européenne d’occupation biophysique des sols Corine Land Cover (CLC), est marquée par l'importance des forêts et milieux semi-naturels (64,6 % en 2018), une proportion identique à celle de 1990 (64,6 %). La répartition détaillée en 2018 est la suivante : 
forêts (64,6 %), zones agricoles hétérogènes (18,9 %), zones urbanisées (9,6 %), prairies (6 %), terres arables (0,9 %). L'évolution de l’occupation des sols de la commune et de ses infrastructures peut être observée sur les différentes représentations cartographiques du territoire : la carte de Cassini (XVIIIe siècle), la carte d'état-major (1820-1866) et les cartes ou photos aériennes de l'IGN pour la période actuelle (1950 à aujourd'hui).

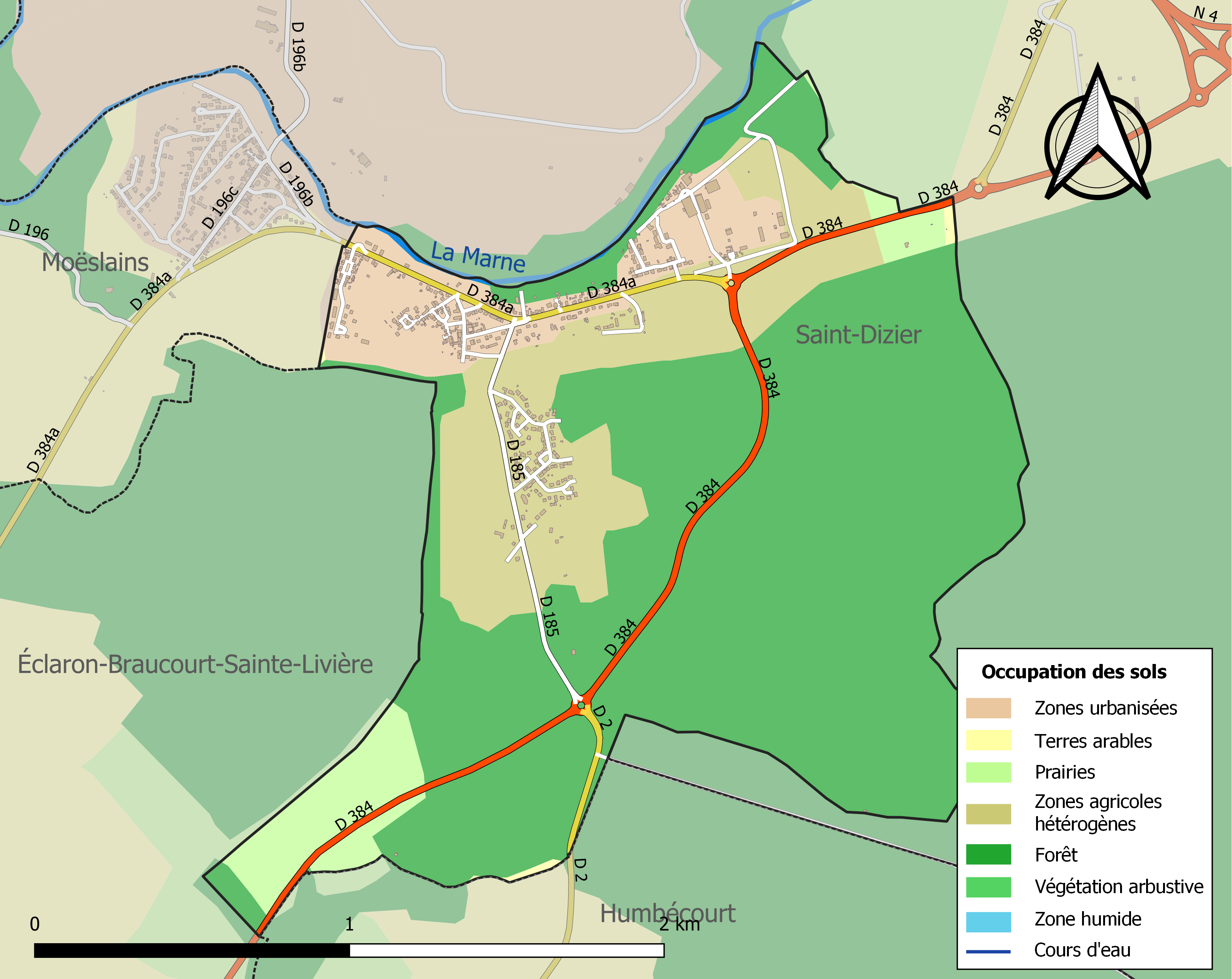
Carte des infrastructures et de l'occupation des sols de la commune en 2018 (CLC).

## Histoire
L'histoire de Valcourt est liée à la Marne tant pour la pêche effectuée par les brêleurs sur leurs marnois que pour le trafic de marchandise bois entre autres. Les russes et les prussiens ravagèrent le pays en 1814 en pourchassant les armées de Napoléon, la ville fut aussi rasée en 1944 par des bombardements. La BA 113 est sur le territoire du village.

## Politique et administration
| Période                                  | Période  | Identité          | Étiquette | Qualité           |
| ---------------------------------------- | -------- | ----------------- | --------- | ----------------- |
| 1945                                     | 1966     | André Marlin      |           | Chef d'entreprise |
| 1966                                     | 1977     | Pierre Gourdin    |           | Ingénieur         |
| 1977                                     | 1983     | Yves Marange      |           | Enseignant        |
| 1983                                     | 1995     | François Fabien   |           | Retraité          |
| 1995                                     | 2001     | François Beuvain  |           | Ouvrier           |
| 2001                                     | 2014     | François Jacques  |           | Enseignant        |
| 2014                                     | En cours | Jean-Noël Rambert |           | Enseignant        |
| Les données manquantes sont à compléter. |          |                   |           |                   |

## Population et société

### Démographie

#### Évolution démographique
L'évolution du nombre d'habitants est connue à travers les recensements de la population effectués dans la commune depuis 1793. Pour les communes de moins de 10 000 habitants, une enquête de recensement portant sur toute la population est réalisée tous les cinq ans, les populations de référence des années intermédiaires étant quant à elles estimées par interpolation ou extrapolation. Pour la commune, le premier recensement exhaustif entrant dans le cadre du nouveau dispositif a été réalisé en 2008.

En 2022, la commune comptait 608 habitants, en évolution de −1,46 % par rapport à 2016 (Haute-Marne : −4,62 %, France hors Mayotte : +2,11 %).
| 1793 | 1800 | 1806 | 1821 | 1831 | 1836 | 1841 | 1846 | 1851 |
| ---- | ---- | ---- | ---- | ---- | ---- | ---- | ---- | ---- |
| 250  | 294  | 272  | 280  | 317  | 319  | 337  | 317  | 310  |

| 1856 | 1861 | 1866 | 1872 | 1876 | 1881 | 1886 | 1891 | 1896 |
| ---- | ---- | ---- | ---- | ---- | ---- | ---- | ---- | ---- |
| 313  | 330  | 320  | 277  | 258  | 258  | 257  | 225  | 237  |

| 1901 | 1906 | 1911 | 1921 | 1926 | 1931 | 1936 | 1946 | 1954 |
| ---- | ---- | ---- | ---- | ---- | ---- | ---- | ---- | ---- |
| 231  | 206  | 188  | 290  | 269  | 247  | 233  | 135  | 374  |

| 1962 | 1968 | 1975 | 1982 | 1990 | 1999 | 2006 | 2008 | 2013 |
| ---- | ---- | ---- | ---- | ---- | ---- | ---- | ---- | ---- |
| 527  | 516  | 605  | 588  | 784  | 745  | 647  | 623  | 620  |

| 2018 | 2022 | - | - | - | - | - | - | - |
| ---- | ---- | - | - | - | - | - | - | - |
| 625  | 608  | - | - | - | - | - | - | - |

## Culture locale et patrimoine

### Lieux et monuments
- L'église du XIXe siècle,
- La mairie avec ses ancres de marine.

### Héraldique
| Blason de Valcourt | Blason  | D'azur à deux besants cerclés d'argent, chargés chacun d'une ombre d'ancre avec sa gumène, chaque ancre accostée en chef de deux quadrilobes d'or* ; au chef cousu de gueules* chargé d'une tête de léopard d'or, lampassé de gueules et accosté de deux ornements d'argent avec des baies de gueules. |
| Blason de Valcourt | Détails | * Il y a là non-respect de la règle de contrariété des couleurs : ces armes sont fautives (or sur argent et gueules sur azur). Les besants avec leur ancre figurent en relief de part et d'autre sur la façade de la mairie, la tête de lion et les deux ornements apparaissent en relief sur le fronton de la mairie. Le lion du fronton symbolisait le règne et la force. Les ancres rappellent l'époque des mariniers. Le statut officiel du blason reste à déterminer. |